# Castelo de Eye

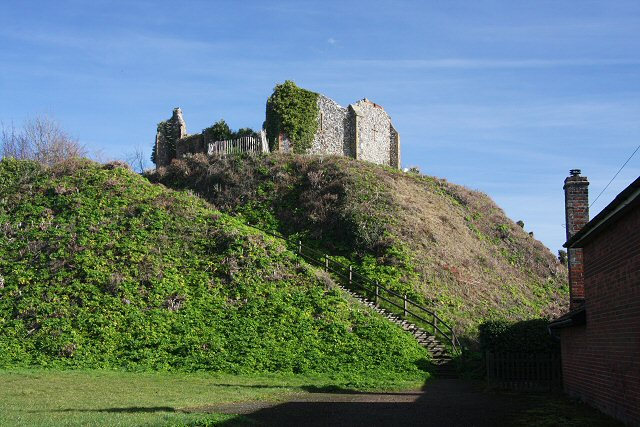
Ilustração do Castelo

O Castelo Eye é um castelo de mota na cidade de Eye, Suffolk. erguido logo depois da conquista normanda da Inglaterra em 1066, o castelo foi saqueado e em grande parte destruído em 1265.

## História
O castelo Eye é um castelo de mota, erguido no reinado de William I por William Malet, que morreu lutando contra Hereward the Wake em 1071. A família Malet também controlava a Honra do Olho circundante, uma coleção significativa de propriedades centradas no castelo e o Parque do Olho.